# Colli di Scandiano e di Canossa Malvasia
Il Colli di Scandiano e di Canossa Malvasia è un vino DOC la cui produzione è consentita nella provincia di Reggio Emilia.

## Caratteristiche organolettiche
- colore: paglierino più o meno carico
- odore: caratteristico, anche intenso
- sapore: aromatico, dolce, amabile, abboccato, secco, fresco, armonico

## Indicazioni in etichetta
Possono essere inserite in etichetta le indicazioni "frizzante", "spumante" e "passito".
Il "frizzante" prevede la presenza di una spuma "vivace, evanescente", mentre lo "spumante" è definito con una spuma "fine e persistente", oltre a prevedere una gradazione alcolica minima dell'11%.
Il passito prevede una resa massima di 10 tonnellate di uva per ettaro, il 16% di titolo alcolometrico, un'acidità totale di 4,5 g/l, un estratto secco minimo di 24,0 g/l, ed ovviamente le caratteristiche organolettiche sono sensibilmente differenti: il colore è colore "giallo dorato tendente all’ambrato", l'odore "delicato, caratteristico, armonico, gradevole, fine, aromatico" ed il sapore "caratteristico, dolce, armonico, pieno e vellutato".

## Produzione
Provincia, stagione, volume in ettolitri
- Reggio Emilia  (1996/97)  665,62